# トレオニンアルドラーゼ
トレオニンアルドラーゼ(Threonine aldolase、EC 4.1.2.5)は、以下の化学反応を触媒する酵素である。
L-トレオニン{\displaystyle \rightleftharpoons }グリシン + アセトアルデヒド
従って、この酵素の基質はL-トレオニンのみ、生成物はグリシンとアセトアルデヒドの2つである。
この酵素はリアーゼ、特に炭素-炭素結合を切断するアルデヒドリアーゼに分類される。系統名は、L-トレオニン アセトアルデヒドリアーゼ (グリシン酸形成)(L-threonine acetaldehyde-lyase (glycine-forming))である。この酵素は、グリシン、セリン、トレオニンの代謝に関与している。補因子としてピリドキサールリン酸を必要とする。

## 構造
2007年末時点で、5つの構造が解かれている。蛋白質構造データバンクのコードは、1JG8、1LW4、1LW5、1M6S及び1SVVである。

## ヒトとマウスでの存在
この酵素は、マウス中で合成され、機能を持っている。
ヒトもこの酵素をコードする遺伝子の残骸(GLY1)を持っているが、過去の変異によって損傷し、不活性である。ヒトの遺伝子では2つの1ヌクレオチドが欠落し、フレームシフトと未成熟な終止コドンを生じている。また、他に保存性の高い領域でも変異が起こっているため、コードされたタンパク質が生成したとしても機能はしない。ヒトの遺伝子はRNAに転写もされない。